# Przemysł zbrojeniowy

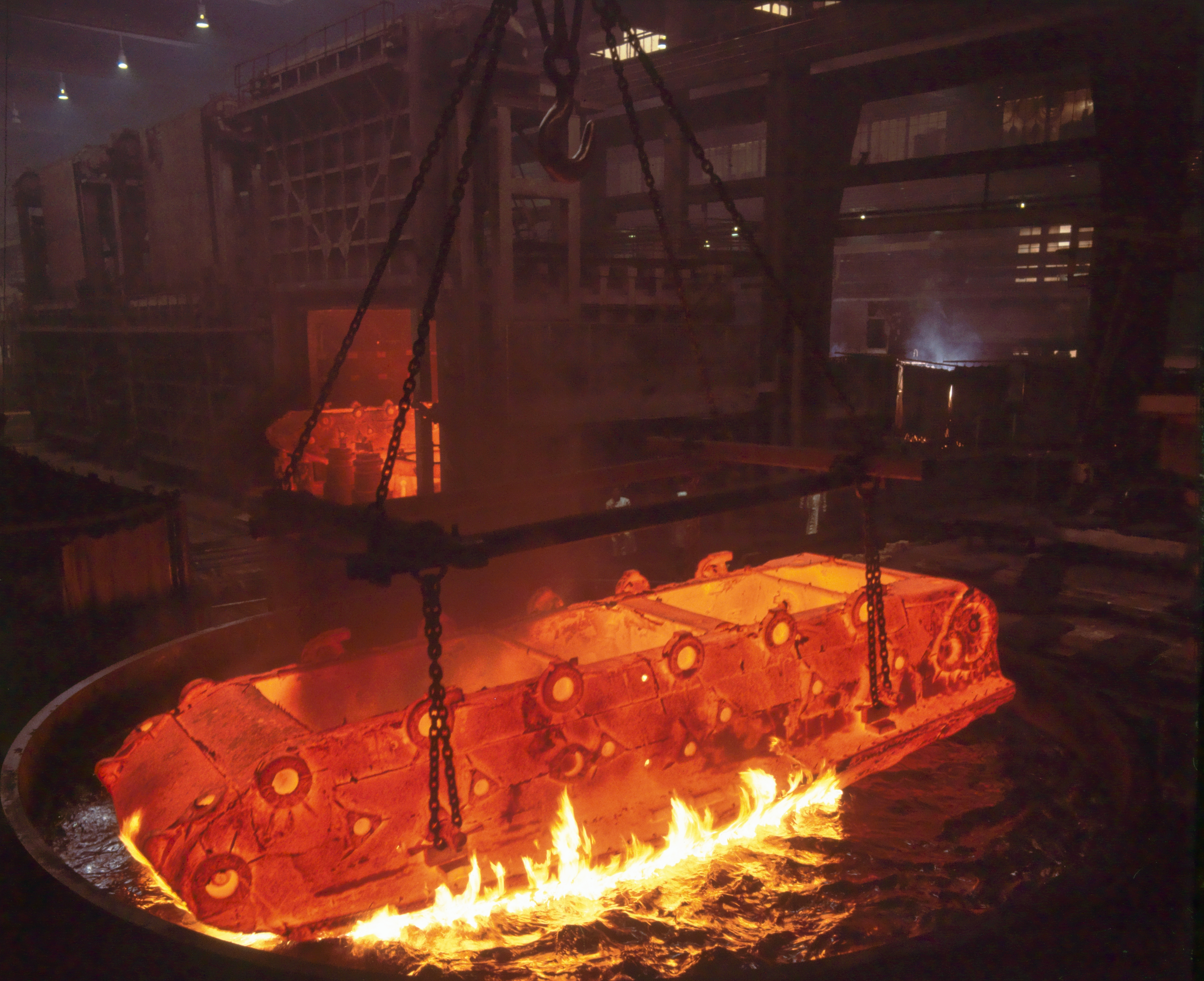
Produkcja czołgu 1977 r.

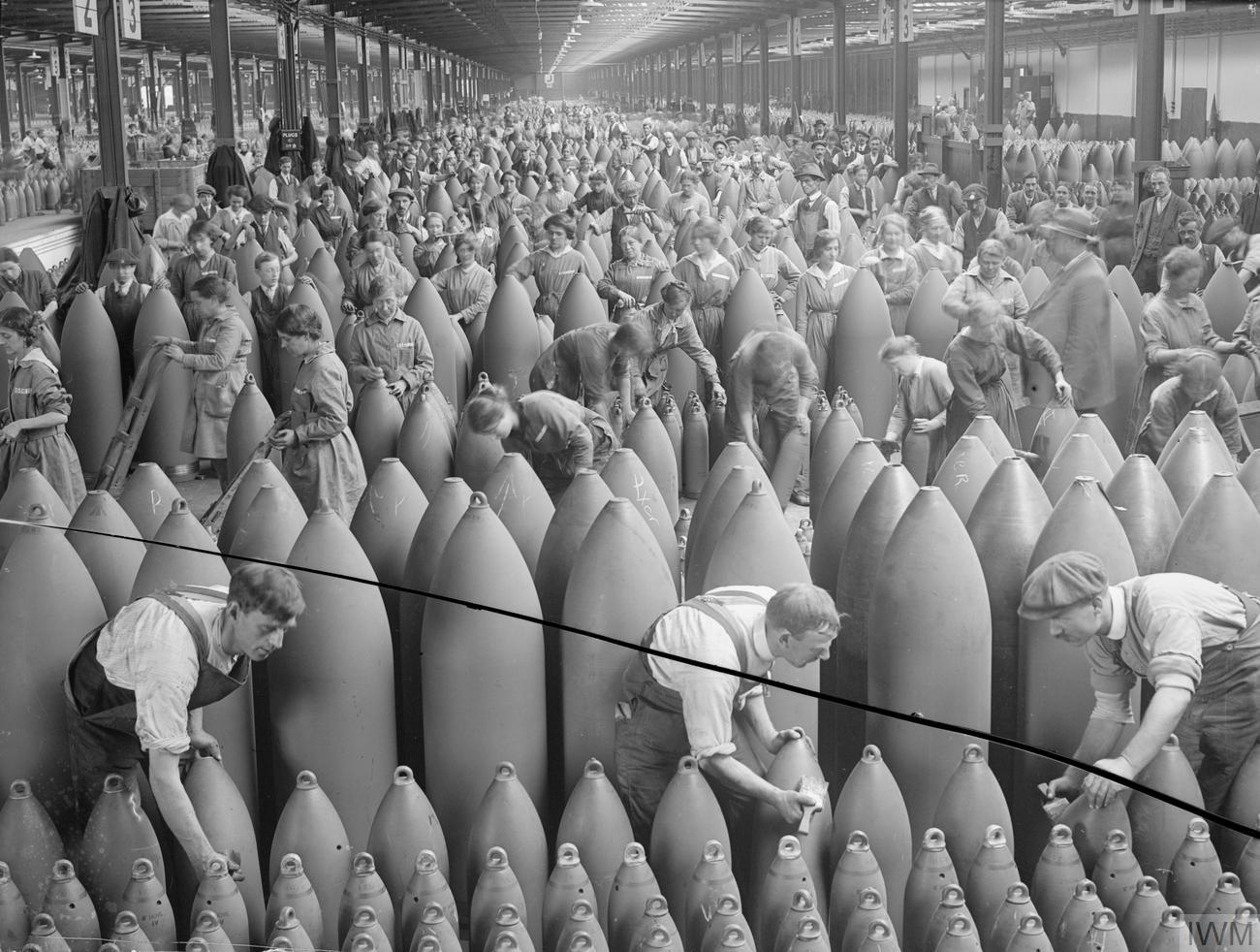
Produkcja amunicji (I wojna światowa)

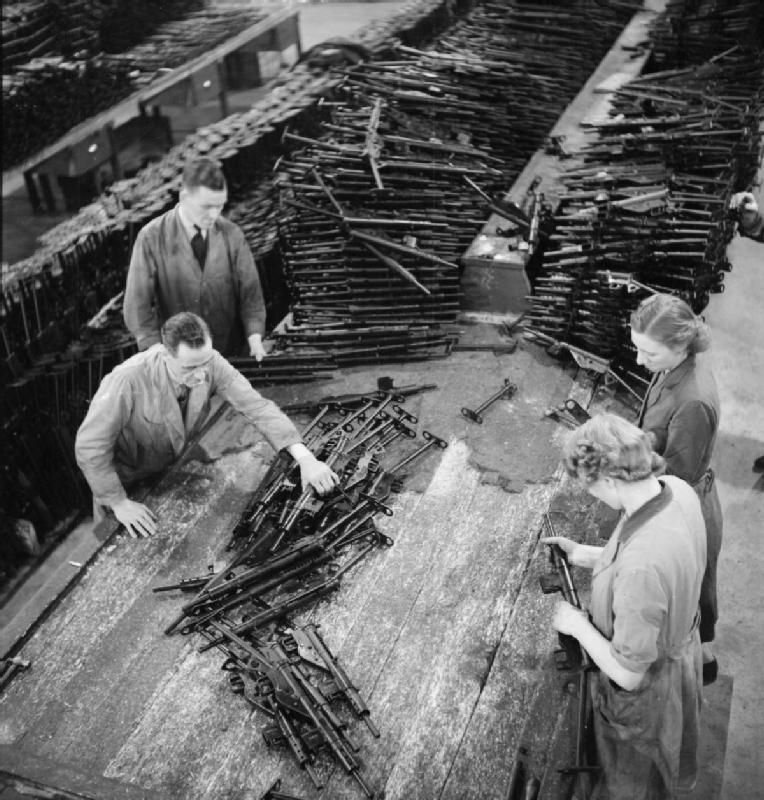
Produkcja pistoletów maszynowych STEN w czasie II wojny światowej

Przemysł zbrojeniowy – dział gospodarki związany m.in. z produkcją broni i amunicji, zalicza się tu także gałęzie specjalistyczne, takie jak wojskowe zakłady lotnicze, samochodowe, stocznie oraz produkujące na potrzeby wojska podzespoły i sprzęt elektroniczny.

## Najwięksi eksporterzy
Największe kraje eksportujące produkty przemysłu zbrojeniowego. Liczby są wartościami wskaźnika trendu SIPRI (TIV). Liczby te mogą nie odzwierciedlać rzeczywistych przepływów finansowych, ponieważ ceny broni mogą być tak niskie, jak zero w przypadku pomocy wojskowej.
| Ranking (2018) | Państwo           | Eksport w milionach TIV |
| -------------- | ----------------- | ----------------------- |
| 1              | Stany Zjednoczone | 10 508                  |
| 2              | Rosja             | 6409                    |
| 3              | Francja           | 1768                    |
| 4              | Niemcy            | 1277                    |
| 5              | Hiszpania         | 1188                    |
| 6              | Korea Południowa  | 1083                    |
| 7              | Chiny             | 1040                    |
| 8              | Wielka Brytania   | 741                     |
| 9              | Izrael            | 707                     |
| 10             | Włochy            | 611                     |

## Największe koncerny zbrojeniowe
Największe koncerny przemysłu zbrojeniowego. Dane w miliardach USD.
| Ranking (2018) | Nazwa koncernu           | Przychody z produkcji uzbrojenia |
| -------------- | ------------------------ | -------------------------------- |
| 1              | Lockheed Martin          | 47,2                             |
| 2              | Boeing                   | 29,1                             |
| 3              | Northrop Grumman         | 26,1                             |
| 4              | Raytheon                 | 23,4                             |
| 5              | General Dynamics         | 22,0                             |
| 6              | BAE Systems              | 21,2                             |
| 7              | Airbus                   | 11,6                             |
| 8              | Leonardo                 | 9,8                              |
| 9              | Almaz-Antey              | 9,6                              |
| 10             | Thales Group             | 9,4                              |
| ...            |                          |                                  |
| 74             | Polska Grupa Zbrojeniowa | 1,25                             |